# Операция «Муслим»
«Операция Муслим» — специальная операция силовых структур Российской Федерации, проводившаяся с 2005 по 2006 год в Махачкале, столице Республики Дагестан. В ходе операции оперативники выявляли и уничтожали боевиков.
Нападения радикальных группировок на сотрудников правоохранительных органов происходили ежедневно. С января по июль 2005 года боевики совершили 90 нападений на сотрудников МВД. По официальным данным, за 2005 год погибли 52 сотрудника силовых структур.
Целью боевиков было свержение власти в Дагестане. Лидером группировки являлся Расул Макашарипов по прозвищу «Муслим».
МВД и УФСБ проводили спецоперации в Махачкале почти еженедельно. Боевики скрывались в частных домах, а спецназ УФСБ ликвидировал их.

## Теракты против сотрудников МВД и УФСБ
В первое время существования группировки Джамаат шариат у боевиков не было хорошего оружия и экипировки. Первые нападения совершил Расул Макашарипов со своими сообщниками, скрывая под курткой АКС-74У без приклада и три гранаты РГД-5. В 2005 году в группировку вступало всё больше добровольцев, а финансирование поступало от Аль-Каиды и Вилаят Нохчийчо. Макашарипов располагал транспортными средствами, боеприпасами, оружием и поддержкой сторонников.
С января по июль 2005 года подрывы и обстрелы не только не прекращались, но и усиливались.
2 февраля 2005 года возле Русского драматического театра произошло нападение на кортеж генерала Омарова. Две машины перекрыли дорогу и открыли огонь на поражение, в результате чего погибли сам Омаров и двое его охранников.
3 февраля 2005 года на здание Ленинской прокуратуры с десятого этажа было сброшено самодельное взрывное устройство вместе с горючей смесью. В тот раз здание прокуратуры удалось спасти от полного уничтожения.
13 февраля 2005 года в результате взрыва фугаса на промшоссе пострадали четверо милиционеров: трое получили осколочные ранения, а старший сержант Рашид Османов погиб.
1 марта 2005 года на улице Кошевого патрульный УАЗ попал в засаду боевиков. Старший сержант Рагимов получил смертельное ранение.
15 марта 2005 года на то же здание прокуратуры было сброшено более мощное самодельное взрывное устройство, и на этот раз здание сгорело полностью.
20 мая 2005 года при возвращении с работы в подъезде своего дома был взорван политолог Арухов, Загир Сабирович.
28 июня 2005 года в Махачкале был застрелен политолог Загид Варисов. Нападавшие обстреляли его машину у дома на улице Маяковского. Жена Варисова, находившаяся на заднем сидении, не пострадала.
1 июля 2005 года на улице Атаева были взорваны три ГАЗ-3307 102-й отдельной бригады. В результате теракта погибли 12 сотрудников Внутренние войска МВД России.
После гибели первого лидера группировки Лахиялов начал мстить за смерть Расула Макашарипова.
18 августа 2005 года был подорван ПАЗ-3205 с сотрудниками ставропольского ОМОНа, в результате чего погибли 8 бойцов спецподразделения.
20 августа 2005 года был подорван пеший патруль на улице Имама Шамиля.
2 сентября 2005 года на улице Маяковского был подорван Урал-4320, в результате чего погибли 5 военнослужащих.
Джамаат Шариат активно использовал интернет для вербовки новых сторонников, что значительно увеличило численность боевиков.
6 декабря 2005 года при прохождении грузового состава (40-50 вагонов) по перегону Хасавюрт-Кизилюрт на 2195-м километре железнодорожного полотна сработало радиоуправляемое взрывное устройство. В результате несколько вагонов были выведены из строя.
27 декабря 2005 года в Махачкале боевики расстреляли из автоматов сына заместителя министра внутренних дел Дагестана Магомеда Газимагомедова — сотрудника УФСБ России по Дагестану.
В январе 2006 года произошла серия массовых нападений на сотрудников ППС и ДПС.
10 марта 2006 года в Махачкале на улице Магомеда Омарова взорвался служебный автомобиль ВАЗ-2114 заместителя начальника управления уголовного розыска МВД Дагестана полковника милиции Магомеда Магомедова. Офицер скончался на месте, а его водитель получил осколочные ранения.
12 марта 2006 года в Махачкале на улице Поповича у дома №33 выстрелами из автоматов был убит начальник 3-го отдела УБОП МВД республики, возвращавшийся со службы домой. У убитого начальника также похитили пистолет Макарова.
8 августа 2006 года после взрыва, в котором погиб прокурор Буйнакска Битар Битаров, на место теракта выехал Адильгерей Магомедтагиров. При его приближении произошли ещё два взрыва, а кортеж был обстрелян, в результате чего Адильгерей Магомедтагиров получил ранения.

## Шариат в сети
В начале 2005 года был создан сайт JamaatShariat.ru, где публиковались новости из различных мусульманских стран, а также из Чечни. На сайте также размещались материалы о терактах, совершенных в Махачкале. Как позже выяснилось, редакторами сайта были сами боевики. На ресурсе присутствовали ссылки на аналогичные проекты: Nuruddin Media, Imam TV, AlKavkaz и другие.
Сайт «Джамаата» просуществовал до 2011 года. За это время его неоднократно блокировали и закрывали.

## Видео Отчеты
Участники группировки периодически снимали на видео-камеру себя и свои операции(Обстрелы, подрывы и убийства). В начале июля 2005 году в одной из квартир нашли половину архива джамаата, еще через пару месяцев нашли весь видео архив.
Характерные черты видео "Шариата":
Почти все содержат чёрный флаг с арабской надписью, иногда — флаг Имарата Кавказ.
Видео часто начинались с религиозных цитат, звука нашида или выкриков Аллаху Акбар.
Заканчивались криками "Такбир!", титрами с "Шариат", датой и фразой "Месть за братьев".

## Тактика
В начале 2000-х не было особой тактики, Макашарипов который жил на склоне горы Тарки-Тау, по вечерам выходил в город на намаз и на совершение обстрелов. Под своей курткой он носил АКС-74У без приклада и три гранаты РГД-5.В 2004 году Макашариповым была избранна новая тактика "Обстрелов" Смысл тактики было когда боевики подъезжали на машине к сотрудникам, то тогда боевики открывая окна машины начинали стрелять. 
Через пару месяцев Макашарипов снова меняет тактику, работала она так: Когда машина боевиков обгоняла машину ДПС, боевики выходили и начинали стрелять врасплох.
Уже в 2005 году Макашарипов подобрал новую тактику "Подрывов" Задача тактики была такова: Машину сотрудников преследовалась, запоминали постоянные пути и закладывали на обочине СВУ и следили с далека наблюдая когда машина будет проезжать мимо фугаса и производился взрыв.
Слова сотрудника МВД РД "Тактика подрывов была на тот момент эффективная очень для них, потому-что не нужно было приближаться на близкое расстояние, можно было с достаточного безопасного расстояния приводить в действие взрывное устройство.

## Спецоперации ФСБ против Джамаата
Операция продолжалась более трёх лет, в ходе которых погибли свыше 300 сотрудников правоохранительных органов. Боевики также несли значительные потери, но продолжали оказывать ожесточённое сопротивление.
11 ноября 2004 года на улице Перова в Редукторном посёлке проводилась спецоперация в девятиэтажном доме. Вновь назначенный замминистра Даххаев (получивший ранение во время операции) решил проявить инициативу. С двумя УАЗами и несколькими сотрудниками ППС он выдвинулся по адресу, где предположительно находился Расул Макашарипов. Когда оперативники приблизились к дому, со второго этажа раздались выстрелы, и отряд ППС был вынужден отступить.
Из здания в полицейской форме вышли трое боевиков, среди которых были Мурад и Расул. Смешавшись с толпой оперативников, они попытались скрыться. После крика "Они среди нас!" началась перестрелка, в ходе которой Макашарипов убил нескольких сотрудников милиции и сумел скрыться. Штурм здания продолжался ещё два часа, но утром выяснилось, что боевиков там уже не было.
15 января 2005 года группировка Макашарипова предприняла попытку атаки на 26-ю школу Махачкалы по аналогии с терактом в Беслане. Однако оперативники, имевшие информацию о готовящемся нападении, успели предотвратить теракт. Боевики укрылись в жилом доме, для штурма которого были задействованы танки Т-72Б3, БТР-80, вертолёты Ми-24 и более 200 бойцов подразделения Альфа. Штурм продолжался свыше 17 часов. В ходе операции Макашарипов был ликвидирован, хотя его тело так и не нашли. Некоторые джамаатовские источники утверждали, что Макашарипов остался жив.
Всё это время Макашарипов скрывался в доме 38 на улице Гаджиева, где его укрывал знакомый Мурада Лахиялова.
6 июля 2005 года на улице Магомедгаджиева в доме 38 проводилась спецоперация по ликвидации боевиков. Мурад Лахиялов и Саид Рустамов смогли уйти через задний выход по приказу Макашарипова, который вместе с Кебедовым прикрывал их отход. Через два часа было объявлено, что Макашарипов погиб, подорвав себя гранатой.
После гибели Макашарипова лидером группировки стал Мурад Лахиялов.
9 октября 2005 года на улице Первомайская, дом 40, была проведена одна из ключевых спецопераций. В ходе неё был ликвидирован Абузагир Мантаев - один из ключевых полевых командиров. Операция получила широкую известность из-за гибели Сергея Подвального и Магомедшамиля Абдурагимова, посмертно удостоенных звания Героя Российской Федерации.
24 октября 2005 года в крупнейшем районе Махачкалы началась масштабная спецоперация. В доме 53 по проспекту Насрутдинова были блокированы три боевика. По зданию вели огонь БТР-80 и огнемёты Шмель.
25 октября 2005 года крупная спецоперация завершилась. В результате были ликвидированы Мурад Лахиялов и Гаджимагомед Исмаилов.
После гибели Лахиялова лидером группировки стал Махач Расулов.
16 декабря 2005 года во время проверочных мероприятий в селе Бабаюрт оперативники обнаружили подозрительного человека в военной форме. При попытке обыска со стороны дома открыли огонь, завязалась перестрелка, продолжавшаяся около трёх минут. Затем в здании прогремели два взрыва. Внутри обнаружили тело без головы и рук, которое позже идентифицировали как Абу Умар ас-Сайф - важного финансиста боевиков. По данным следствия, он поднёс две гранаты к лицу и подорвал себя.
10 апреля 2006 года в Махачкале на улице Энгельса был уничтожен Ясин Расулов (псевдоним Махача Расулова). При попытке прорыва его поразили две пули снайпера, занявшего позицию на крыше соседнего дома. Вместе с Расуловым в доме находилась его беременная жена.
26 августа 2006 года был ликвидирован последний крупный полевой командир Гаджи Меликов.
Дом, где укрывались боевики, принадлежал 69-летнему Зубаилу Хиясову - известному журналисту. Вместе с ним находились его две дочери (Айша Макашарипова и Аида Газилиева), Меликов и братья Магомедовы (Мухаммад и Руслан). После предложения сдаться боевики ответили огнём. Когда дом загорелся, братья Магомедовы и Меликов попытались вырваться, но были уничтожены во дворе. Хиясов отстреливался из подвала, а его дочери сдались, выйдя с поднятыми руками.

## В массовой культуре
Документально-художественный фильм «Операция Муслим» журналиста Александра Сладкова (2006)
Документальный фильм «Охота за Муслимом» Элики Сайфулиной (2009)
Пропагандистский фильм «Дарул Харб» от медиаресурса Nuruddin Media (2007)